# George Wallace (film)
George Wallace (v anglickém originále George Wallace) je americký dramatický film z roku 1997. Režisérem filmu je John Frankenheimer. Hlavní role ve filmu ztvárnili Gary Sinise, Mare Winningham, Clarence Williams III, Jon Don Baker a Angelina Jolie.

## Ocenění
Angelina Jolie získala za svou roli v tomto filmu Zlatý glóbus a byla nominována na cenu Emmy. Gary Sinise získal za svou roli v tomto filmu SAG Award a cenu Emmy a byl nominován na Zlatý glóbus. Mare Winningham získala za svou roli v tomto filmu cenu Emmy a byla nominována na SAG Award a Zlatý glóbus. Film dále získal Zlatý glóbus v kategorii nejlepší TV film a cenu Emmy za nejlepší režii. Dále byl nominován na čtyři ceny Emmy, v kategoriích nejlepší casting, masky, kamera a minisérie.

## Obsazení
| Gary Sinise           | George Wallace   |
| Mare Winningham       | Lurleen Wallace  |
| Clarence Williams III | Archie           |
| Jon Don Baker         | Jim Folsom       |
| Angelina Jolie        | Cornelia Wallace |
| Terry Kinney          | Billy Watson     |
| William Sanderson     | T.Y. Odum        |
| Mark Rolston          | Ricky Brickle    |
| Skipp Sudduth         | Al Lingo         |